# Borås Basket
Il Borås Basket è una società cestistica avente sede nella città di Borås, in Svezia.

## Storia
Fondata nel 1952, gioca nel campionato svedese. Nel corso della propria storia ha disputato la Coppa Korać nel 1995, 1996 e 2000.
Nella stagione 1999-2000 è stata sponsorizzata personalmente da Magic Johnson, il quale ha anche disputato 5 incontri con la squadra tra l'ottobre 1999 e il gennaio 2000. La società assunse la denominazione Magic M7 Borås.

## Palmarès
- Campionato svedese: 1

2019-2020